# Gut Ehlerstorf

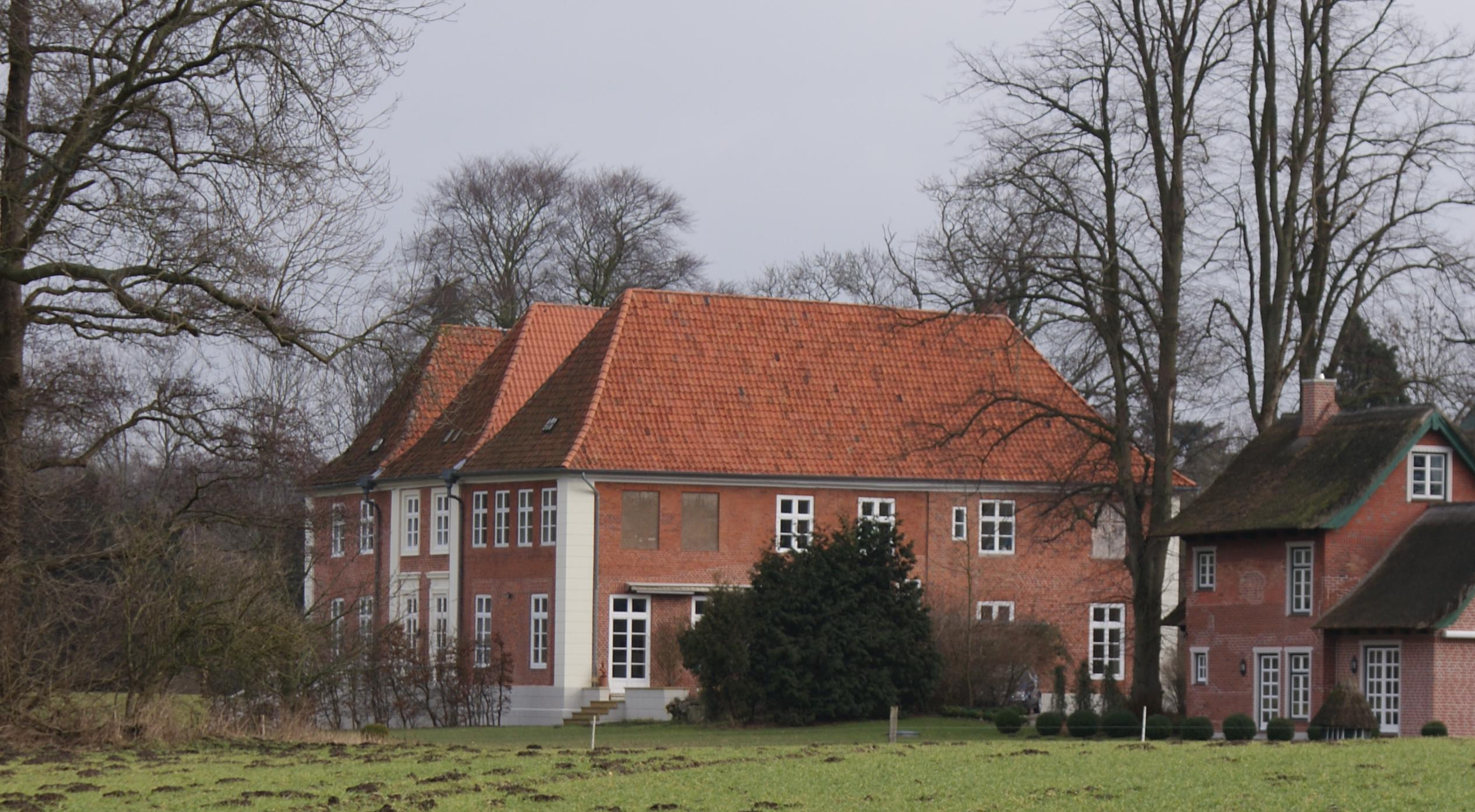
Blick von Westen auf das Herrenhaus Ehlerstorf

Das Gut Ehlerstorf liegt in der Gemeinde Wangels im östlichen Schleswig-Holstein in der Nähe von Oldenburg in Holstein. Das Gut wird seit dem Ende des Mittelalters bis in die Gegenwart bewirtschaftet. Es befindet sich in Privatbesitz und ist nicht öffentlich zugänglich.

## Geschichtlicher Überblick
Die Ländereien des späteren Guts gehörten im Mittelalter zum Besitz Graf Adolfs III. und bestanden aus einem kleinen Dorf, sowie Acker- und Wiesenflächen. Der Schauenburger verkaufte Ehlerstorf an die Lübecker Bischöfe, durch die es wiederum in den Besitz des Lübecker St.-Johannis-Klosters geriet. Im 14. Jahrhundert gehörte Ehlerstorf kurzfristig der uradeligen Familie Rantzau, ging dann aber wieder an das Kloster über. 1464 wurde Ehlerstorf an die Familie Pogwisch veräußert, die auf dem Gelände die eigentliche Gutswirtschaft gründeten und im 16. Jahrhundert auch mit dem Bau des heutigen Herrenhauses begannen.
Durch einen Erbgang ging Ehlerstorf 1557 an die eng verwandte Familie von der Wisch über, die es bis zum Dreißigjährigen Krieg bewirtschaftete. Kurzzeitig gelangte der Besitz an die Familie Buchwaldt und 1632 an die Familie Ahlefeld, die auch das nicht weit entfernte Gut Güldenstein erwarben. Unter den Ahlefelds wütete 1666 ein Großfeuer auf Ehlerstorf, welches das gesamte Vorwerk zerstörte. 1702 erwarb die Familie Levetzow den Gutsbezirk und ließ um 1760 das Herrenhaus umbauen und vergrößern. Nach dem Tod von Cay Diederich Christoph von Levetzow († 3. August 1833) erbte sein entfernter Verwandter, der Landvogt auf Fehmarn Friedrich Ferdinand von Levetzow die Güter Ehlerstorf und Putlos. Die Levetzows verblieben bis zum Beginn des 20. Jahrhunderts auf Ehlerstorf, dann mussten sie sich 1900 aus wirtschaftlichen Gründen vom Besitz trennen. Käufer wurde Ernst von Abercron, dessen Familie bereits 1879 das benachbarte Gut Testorf erwarb. Das Gut mit seinen umfangreichen Ländereien wird bis in die Gegenwart von den Abercrons bewirtschaftet.
Bis zur Übernahme durch Preußen 1867 war das Gut auch Patrimonialgericht.

## Baulichkeiten

### Das Herrenhaus

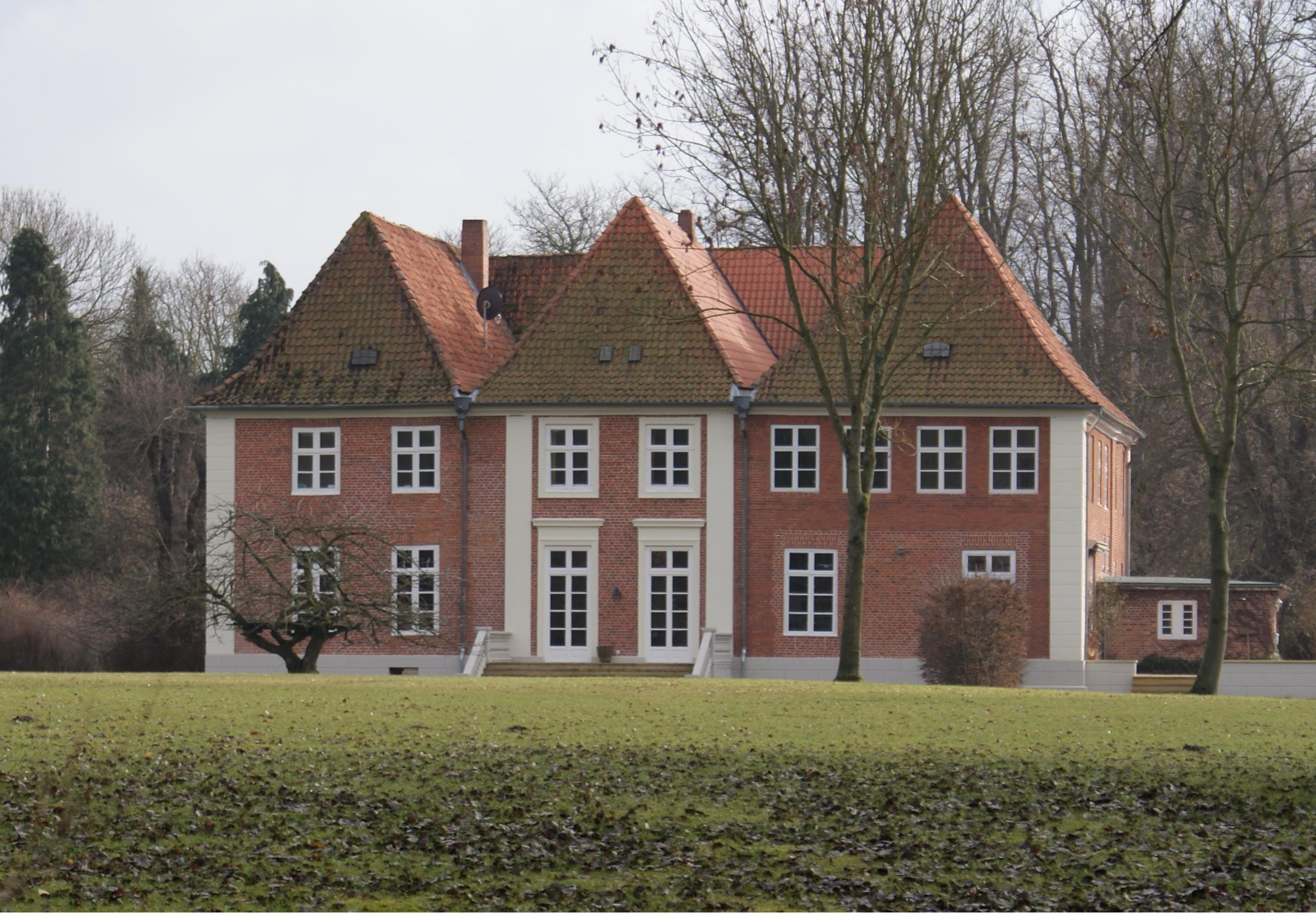
Blick auf die drei Parallelhäuser, zwischen den Walmdächern ist das quer gelagerte Dach der Hoffront zu erkennen.

Das Herrenhaus wurde in einer Abfolge von Baumaßnahmen vom 16. bis ins 18. Jahrhundert errichtet. Es vereint landestypische Merkmale der Renaissance mit moderneren Formen des Barock. Das gesamte Herrenhaus ist zweistöckig und aus Backstein errichtet, die drei Einzelhäuser besitzen zusammen einen nahezu quadratischen Grundriss. 
Das Haus stammt in seinen ältesten Teilen aus der Zeit um 1550. Es handelte sich ursprünglich um einen Bau aus zwei parallelen Langhäusern, womit es der traditionellen Bauweise des Doppelhauses in Schleswig und Holstein entsprach. Anders als heute, waren die Dächer ursprünglich nicht als Walm-, sondern als Satteldächer ausgeführt und die Stirnseiten mit hohen Giebeln geschmückt, ähnlich stellt sich heute noch das Herrenhaus Nütschau dar. 
Ab 1760 wurde das Herrenhaus großzügig umgebaut. Das Gebäude wurde nach Westen um ein drittes  paralleles Langhaus erweitert und die Dachlandschaft zugleich umgestaltet. Während die auf den Garten gerichtete Fassade ihre dreigeteilte Gestalt behielt, wurde die hofseitige Fassade zu einer Einheit zusammengefasst: Die Einzeldächer wurden durch ein quer verlaufendes, viertes Dach vereint, so dass das Herrenhaus auf dieser Seite den Eindruck eines geschlossenen Baukörpers vermittelt, außerdem erhielten die drei Einzelfassaden einen zusammenfassenden Verputz.  

### Die Hofanlage

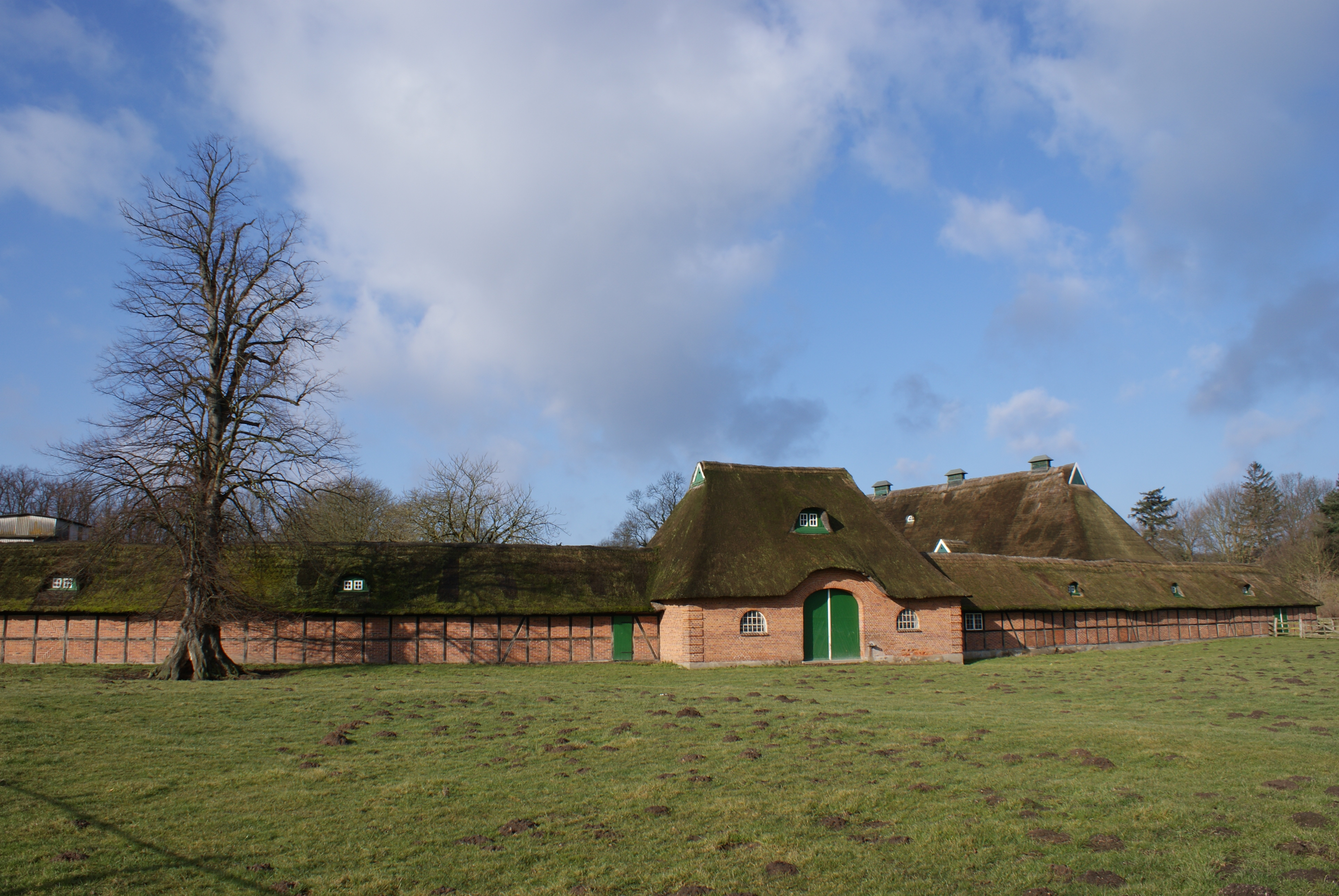
Das Torhaus wurde 1921 im historischen Stil errichtet

Der Wirtschaftshof ist in seiner Geschichte wiederholt durch Brände zerstört worden, so dass die Gebäude mehrfach ersetzt werden mussten. Ein Großfeuer zerstörte im 17. Jahrhundert Stallungen und Scheunen, ein weiterer Brand zerstörte 1913 eine große Scheune. Nach dem Feuer des 20. Jahrhunderts wurde ein neuer Wirtschaftshof geplant, der außerhalb des einstigen Hofgeländes angelegt werden sollte. In unmittelbarer Nähe des Herrenhauses steht seitdem nur noch das einstöckige Kavalierhaus vom Anfang des 19. Jahrhunderts. Der neue Hof wurde mit einem großen Kuhhaus versehen, das ab 1921 in historischen Formen entstand. In östlicher Richtung wurde das Gelände durch ein langgezogenes, geschwungenes Torhaus begrenzt. Durch eine Verlegung der benachbarten Landstraße wurde dieser Zugang jedoch bedeutungslos und das Torhaus als solches nie genutzt.